# Hedwig Wunsch
Hedwig Stephanie Wunsch, geb. Matrinsky (* 12. August 1934; † 6. Mai 2016) war eine österreichische Tischtennis-Nationalspielerin. Zudem ist sie Namensgeberin des Hedy-Wunsch-Parks.

## Werdegang
Geboren als Hedwig Stephanie Matrinsky gewann sie 1950 ihren ersten Titel bei nationalen österreichischen Meisterschaften, und zwar im Mixed mit Herbert Wunsch, den sie im Oktober 1955 heiratete. 1957 wurde sie österreichische Meisterin im Einzel und im Doppel mit Hotter, 1961 im Doppel mit Ermelinde Wertl. Einige Male nahm sie an Internationalen Meisterschaften teil.
Hedwig Wunsch lebte lange in einer Wohnhausanlage in Nachbarschaft des heutigen Hedy-Wunsch-Parks. Dort war sie seit 1995 Vorsitzende des Mieterbeirats. Daher wurde 2018 der Park nach ihr benannt.
Hedwig Wunsch wurde auf dem Atzgersdorfer Friedhof beigesetzt.